# Todirostre du Pérou
Hemitriccus cinnamomeipectus
Espèce
Statut de conservation UICN

 LC  : Préoccupation mineure
Le Todirostre du Pérou (Hemitriccus cinnamomeipectus), aussi appelé Todirostre à poitrine cannelle, est une espèce d'oiseaux de la famille des Tyrannidae.

## Répartition
Cet oiseau se trouve en Équateur et au Pérou. 

## Habitat
Son habitat naturel est les montagnes humides, tropicales ou subtropicales. Il est menacé par la perte de son habitat.